# Hépatotoxicité

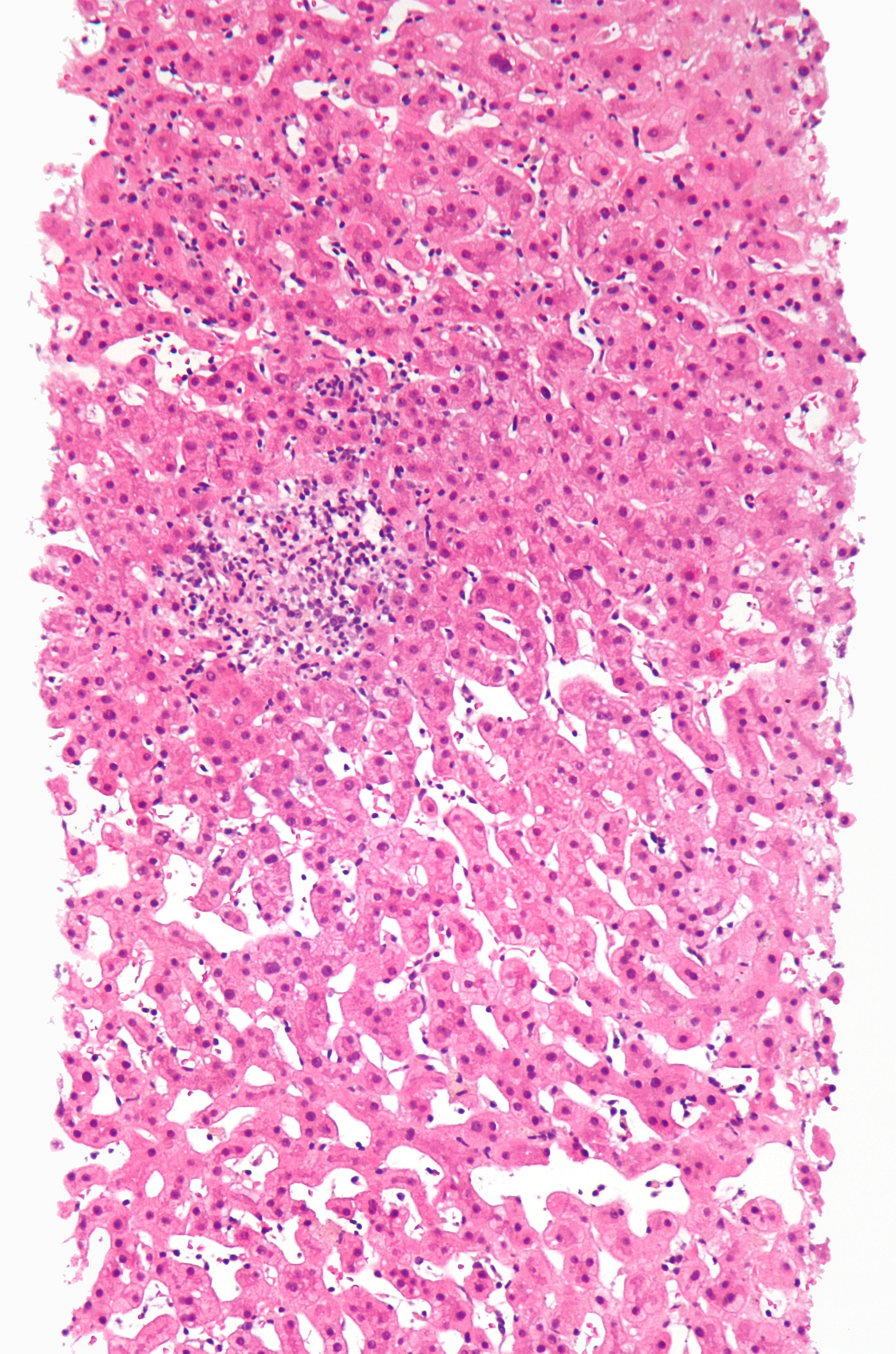
Micrographie à faible grossissement d'une réaction indésirable à un médicament entraînant une hépatite, également appelée hépatite médicamenteuse.

L'hépatotoxicité est considérée comme le pouvoir qu'a une substance de provoquer des dommages au foie, ; cela intervient généralement à la suite de la prise de médicaments.